# Mạc-Dynastie
Die Mạc-Dynastie (vietnamesisch: Hán Việt oder Mạc triều, Hán Tự: 莫朝) regierte ganz Vietnam von 1527 bis 1533 sowie über den nördlichen Teil von 1533 bis 1592. Bis 1677 hatte die Dynastie die Kontrolle über die Provinz Cao Bằng.

## Familienherkunft
Die Familie Mạc leitete ihre Abstammung vom konfuzianischen Gelehrten Mạc Đĩnh Chi aus der Zeit der Trần-Dynastie her. Sie hatte ihre Machtbasis an der Ostküste Tonkins um das heutige Hải Phòng.

## Dynastische Herrschaft
Der Aufstieg der Familie zu einer Herrscherdynastie wurde von Mạc Đăng Dung bewerkstelligt. Dieser erlangte als Militärführer am Hof der Lê-Dynastie großen Einfluss und usurpierte den Thron zu Gunsten seiner eigenen Person und Familie, als er den Kaiser Lê Cung Hoàng 1527 absetzte.
Die Herrschaft der Mạc kontrollierte den Nordteil des Landes inklusive der Hauptstadt Hanoi, jedoch wurde sie nicht von allen Gruppen und Teilen des Landes anerkannt. Ab den 1540er etablierten Loyalisten der abgesetzten Lê in Annam einen eigenen Staat. Vietnam war somit zweigeteilt und im Bürgerkrieg. Diesen Machtgegensatz konnten die Lê schließlich für sich entscheiden. Sie eroberten 1592 die Hauptstadt und setzten den letzten Mạc-Kaiser, Mạc Mậu Hợp, ab. Überbleibsel der Familie behielten an der Grenze zu China bis 1667 politischen Einfluss.